# Neutralidade de busca
A neutralidade de busca é um princípio no qual motores de busca não devem ter nenhuma política editorial a não ser a que seus resultados devem ser completos, imparciais e baseados somente na relevância. Isso significa que quando um usuário realiza uma busca num motor de busca, dito motor deve retornar os resultados mais relevantes encontrados no domínio do provedor (aqueles sites dos quais o motor possui conhecimento sobre), sem manipular a ordem dos resultados (exceto para classificá-los por relevância), excluindo resultados, ou manipulando os resultados de alguma outra maneira para um dado viés.
A neutralidade de busca está relacionada à neutralidade da rede dado que ambos almejam evitar que qualquer organização limite ou altere o acesso de um usuário à serviços da Internet. A neutralidade de busca almeja manter os resultados de busca orgânica (resultados retornados devido à sua relevância em relação aos termos procurados, ao invés de resultados patrocinados por propagandas) de um motor de busca livre de qualquer manipulação, enquanto a neutralidade de rede almeja evitar que aqueles que proveem e governam o acesso à Internet limitem a disponibilidade de recursos para acessar qualquer dado conteúdo.

## Background
A neutralidade de busca tornou-se uma preocupação após motores de busca, mais notavelmente o Google, serem acusados de viés de busca (as buscas não eram imparciais). Competidores e companhias afirmam que motores de busca favorecem, sistematicamente, alguns sites (e alguns tipos de sites) em detrimento de outros em suas listas de resultados, quebrando a ideia que os usuários tem de que estão recebendo resultados objetivos. A exigência por neutralidade de busca vai além de motores de busca tradicionais. Sites como a Amazon.com e Facebook também são acusados de enviesar resultados. Os resultados da busca da Amazon são influenciados pelas companhias que pagam para ter maior classificação nos resultados de busca, enquanto que o Facebook filtra seu feed de notícias para conduzir experimentos sociais.

## Penalidades de spam para sites de "busca vertical"
Afim de encontrar informação na Web, a maioria dos usuários fazem uso de motores de busca que por sua vez percorrem a Web, a indexam e mostram uma lista de resultados ordenada por relevância. O uso de motores de busca para acessar informação através da Web tornou-se um fator chave para companhias de negócios online, que dependem do fluxo de usuários que visitam as páginas dessas companhias. Uma dessas companhias é a Foundem. A Foundem provê um serviço de "busca vertical" para comparar produtos disponíveis no mercado online para o Reino Unido. Muitas pessoas veem esses sites de "busca vertical" como spam. A partir de 2006 e por três anos e meio seguintes, o tráfego e os negócios da Foundem cairam significantemente devido a uma "penalidade" aplicada pela Google. Adam Raff, cofundador da Foundem, cunhou o termo "neutralidade de busca" pela primeira vez em Dezembro de 2009 em seu artigo de opinião no The New York Times após o Google remover a "penalidade" da Foundem. A Foundem lançou SearchNeutrality.org, um website dedicado à promover investigações contra a Google, no mesmo ano. A maioria das acusações da Foundem afirmam que a Google aplica penalidades a outros motores de busca verticais apenas porque eles representam uma competição. A Foundem é apoiada por um grupo representante da Microsoft, a 'Iniciativa por um Mercado Online Competitivo' (do inglês, Initiative for Competitive Online Marketplace; ICOMP).

## Cronologia do caso Foundem
A tabela seguinte detalha a cronologia de eventos da Foundem segundo seu website:
| Date          | Event |
| ------------- | --- |
| Junho 2006    | A penalidade à Foundem no motor de busca da Google se inicia. Foundem começa uma árdua campanha para remover tal penalidade.                                  |
| Agosto 2006   | A penalidade à Foundem no AdWord da Google se inicia. Foundem começa uma árdua campanha para remover tal penalidade.                                          |
| Agosto 2007   | Teleconferência com o representante do Time de Qualidade do Google AdWord.                                                                                    |
| Setembro 2007 | Foundem é colocada na "lista branca" para o AdWords (i.e. Google concede manualmente - "whitelisting" manual - à Foundem imunidade da penalidade no AdWords). |
| Janeiro 2009  | Foundem começa uma campanha "pública" para sensibilizar sobre essa nova geração de penalidade e "whitelisting" manual.                                        |
| Abril 2009    | Primeira reunião com o ICOMP. |
| Outubro 2009  | Teleconferência com o representante do Time de Qualidade de Busca da Google, iniciando um diálogo aprofundado entre Foundem e Google.                         |
| Dezembro 2009 | Foundem é "whitelisted" para a busca natural da Google (i.e. Google concede, manualmente, à Foundem imunidade da penalidade no seu motor de busca).           |

### Outros casos
A grande fatia de mercado da Google (85%) os fez alvo de litigação de neutralidade de busca através de leis antitruste. Em Fevereiro de 2010, Google lançou um artigo no seu blog de Política Publica do Google expressando sua preocupação por competição justa, quando outras companhias no Reino Unido aderiram a causa da Foundem (eJustice.fr e Ciao! do Bing da Microsoft) afirmando também terem sido penalizadas de forma injusta pela Google.

### A investigação da FTC sobre alegações de viés de busca
Após dois anos observando afirmações que a Google "manipulou seus algoritmos de busca para prejudicar websites verticais e promover injustamente suas propriedades verticais concorrentes", a Comissão Federal do Comércio dos EUA (Federal Trade Commission, FTC) votou unanimemente em terminar a porção de sua investigação relacionada à antitruste, sem prestar queixas formais contra a Google. A FTC concluiu que a "prática de favorecer seu próprio conteúdo na apresentação dos resultados da busca", por parte da Google, não violava as leis antitruste dos EUA. O FTC determinou ainda que apesar dos competidores virem a ser impactados de forma negativa pelas mudanças nos algoritmos da Google, ela não mudou seus algoritmos afim de prejudicar competidores, mas como uma melhora de seu produto para beneficiar os consumidores.

## Argumentos
Há vários argumentos a favor e contra a neutralidade de busca.

### Prós
- Aqueles que defendem a neutralidade de busca argumentam que os resultados não seriam inclinados à sites com mais propagandas, mas inclinados à sites mais relevantes para o usuários.[13]
- A neutralidade de busca encoraja sites a terem mais qualidade de conteúdo ao invés de pagar para ter uma maior classificação nos resultados orgânicos.
- Evita que motores de busca apoiem apenas seus melhores anunciantes.[13]
- Motores de busca permitiriam tráfego para sites que dependem de visitantes, mantendo seus resultados abrangentes, imparciais e baseados somente em relevância.[14][15]
- Permite manipulação lógica, organizada dos resultados da busca por um algoritmo automático, objetivo.

### Contras
- Forçar os motores de busca à tratar todos os websites igualmente levaria à remoção de seu olhar enviesado da Internet. Um olhar enviesado da Internet é exatamente o que usuários que realizam busca estão procurando. Ao realizar uma pesquisa o usuário está procurando o que aquele motor de busca percebe como o "melhor" resultado para sua consulta. Neutralidade de busca forçada poderia, essencialmente, remover esse viés. Usuários continuam a retornar para um motor de busca específico porque eles acham os resultados "enviesados" ou "subjetivos" se encaixam com suas necessidades.[15]
- Neutralidade de busca traz a possibilidade de motores de busca se tornarem estagnados. Se um site A é o primeiro numa SERP num mês e então décimo noutro mês, a neutralidade de busca acusaria como "jogada suja", mas na verdade isso se dá frequentemente devido à perda de popularidade, relevância ou qualidade de conteúdo dessa página que causou a queda em sua classificação. O caso contra Google trazido a tona pelo Foundem exalta esse fenômeno e regulamentação poderia limitar a habilidade do motor de busca em ajustar a classificação baseado nas suas próprias métricas.[15]
- Defensores da neutralidade de busca desejam transparência no algoritmo de classificação do motor de busca. Exigir algoritmos transparentes leva à duas preocupações. Esses algoritmos são propriedade intelectual privada das companhias e não devem ser forçadas à serem abertas. Isso seria similar à forçar um fabricante de soda a publicar suas receitas. A segunda preocupação é que a exposição do algoritmo permitiria que spammers explorassem e descobrissem como o algoritmo funciona diretamente. Isso poderia permitir que spammers contornassem as métricas utilizadas para prevenir que sites spam fiquem no top duma SERP.
- Remover a habilidade de um motor de busca de manipular diretamente as classificações limita sua habilidade de penalizar sites desonestos que praticam técnicas black hat para melhorar sua classificação. Qualquer site que encontrar um modo de contornar o algoritmo se beneficiaria dum motor que não consegue diminuir, manualmente, a classificação de dito site.[15]